# Aïllant tèrmic multicapa

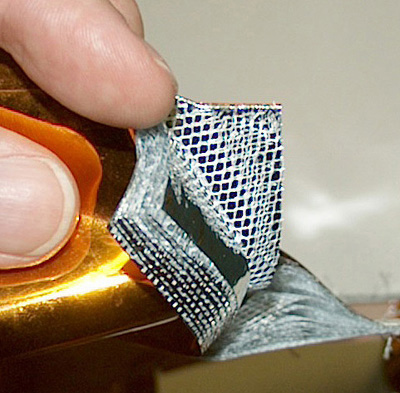
Primer pla de l'aïllament de múltiples capes d'un satèl·lit. Les capes de plàstic recobertes de metall i la gasa separadora.

Un aïllant tèrmic multicapa (multi-layer insulation o MLI en anglès), és un aïllant tèrmic compost de diverses capes de fines làmines i s'utilitza sovint en naus espacials. És un dels principals elements del disseny tèrmic d'una nau espacial, destinat principalment per reduir la pèrdua de calor per la radiació tèrmica. En la seva forma bàsica, no aïlla apreciablement contra altres pèrdues tèrmiques com ara la conducció de calor o convecció. Per tant, s'utilitza comunament en satèl·lits i altres aplicacions en el buit on la conducció i la convecció són molt menys importants i domina la radiació. El MLI dona a molts satèl·lits i altres sondes espacials l'aparença de ser revestit amb una làmina d'or.